# 海女小屋体験施設さとうみ庵

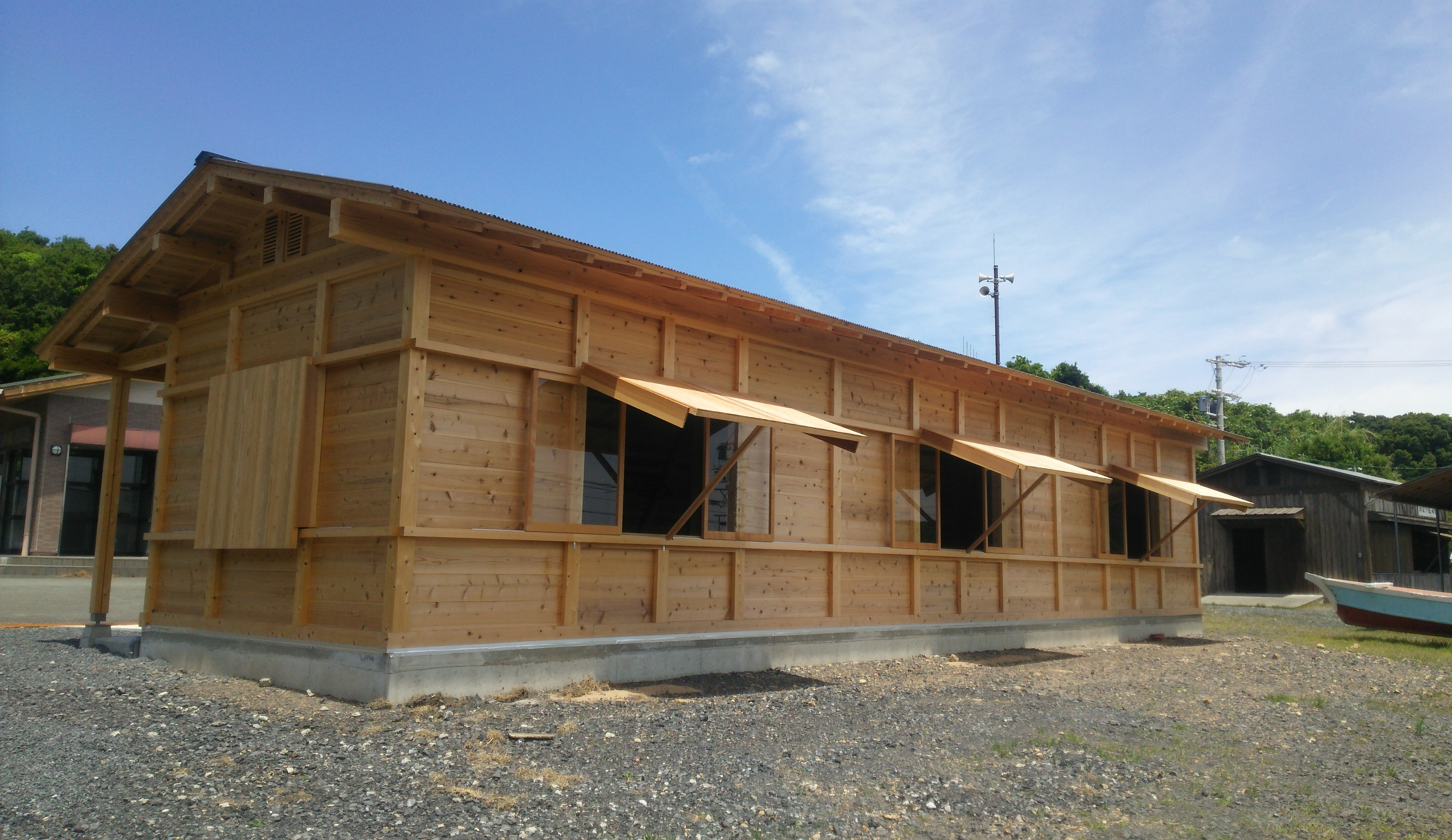
海女が漁で疲れた身体を休める「海女小屋」を再現

海女小屋体験施設さとうみ庵（あまごやたいけんしせつさとうみあん）は、三重県志摩市志摩町越賀にある、海女文化をテーマとした観光施設。

## 概要
建物は海女が漁で疲れた身体を温めたり準備を行う「海女小屋」を再現している。2004年にオープンし、2015年にリニューアル。当初2棟だった建物は、2017年に3棟目が追加された。建物はそれぞれ畳敷き（2004年完成）・掘りごたつ（2006年完成）・テーブル（2017年完成）と室内の造作が変えられている。三重県で第42回先進国首脳会議が開催された2016年には、国内外含め、前年の2倍近い利用者が訪れた。
現役の海女が採集した海産物による料理が提供されている。食事の際には海女（現役およびOG）から話を聞くことができ、これを「海女小屋体験」と称している。営業時間は午前11時～午後20時30分。
隣接する海女資料館では実際に使われていた海女の道具を見る事ができる。
2018年6月には「第16回日ASEAN次官級交通政策会合」が三重県で開催され、志摩市主催歓迎レセプション（平成30年6月26日）会場として活用される。
2020年9月には、三重県が開催を決定している「第9回日本・太平洋諸島フォーラム首脳会議」（太平洋・島サミット）の会場選定に三重県を訪問した外務省課長が、当施設を視察した。
2022年5月18日に「第2回太平洋島嶼国・日本地方自治体ネットワーク会議」の視察地として利用した。